# Partido judicial de Berga
El Partido judicial de Berga es uno de los 49 partidos judiciales en los que se divide la comunidad autónoma de Cataluña, siendo el partido judicial n.º 8 de la provincia de Barcelona.
El ámbito territorial, que viene regulado por el Real Decreto 529/1983, de 9 de marzo, comprende a las localidades de: Aviá, Bagá, Berga, Borredá, Capolat, Caserras, Castell del Areny, Castellar de Nuch, Castellar del Riu, Espunyola, Fígols, Gironella, Gisclareny, Guardiola de Berga, Montclar, Montmajor, La Nou, Olvan, La Pobla de Lillet, Puigreig, La Quart, Sagás, Saldes, San Jaime Frontañán, San Julián de Cerdañola, Santa María de Marlés, Serchs, Vallcebre, Vilada y Viver i Serrateix.
La cabeza de partido y, por tanto, sede de las instituciones judiciales es Berga. Cuenta con dos Juzgados de Primera Instancia e Instrucción.